# 天藍色
天藍色，是一種藍色顏色，介乎藍色和淺藍色之間，類似天空晴天的顏色。

## 起源和用法
英语中的天藍色（Azure）一词來自於青金岩（Lapis lazuli）。直接来源是法語（Azur，但这个词最早实际源于波斯语（لاژورد）），法國人經常以這顏色描述地中海。天藍色是義大利的一個國家代表色。